# روبرت كيرتز
روبرت كيرتز (بالإنجليزية: Robert Joseph Kurtz)‏ هو كاهن كاثوليكي أمريكي، ولد في 25 يوليو 1939 في شيكاغو في الولايات المتحدة.